# Berocynta
Berocynta là một chi bướm đêm thuộc họ Erebidae.